# Поєшлю
Поєшлю — село в Литві, Каунаському повіті, Кедайнському районі, старостві Кракєс. У 2011 році проживало 254 мешканців (113 чоловіків і 141 жінка).
У селі знаходиться Церква пресвятої Діви Марії. На цвинтарі поруч із церквою похована Теодора Пілсудська.